# 글루테닌
글루테닌(glutenin)은 단백질의 일종으로, 단백질 혼합물인 글루텐의 한 성분이다.